# 투르트만 산장

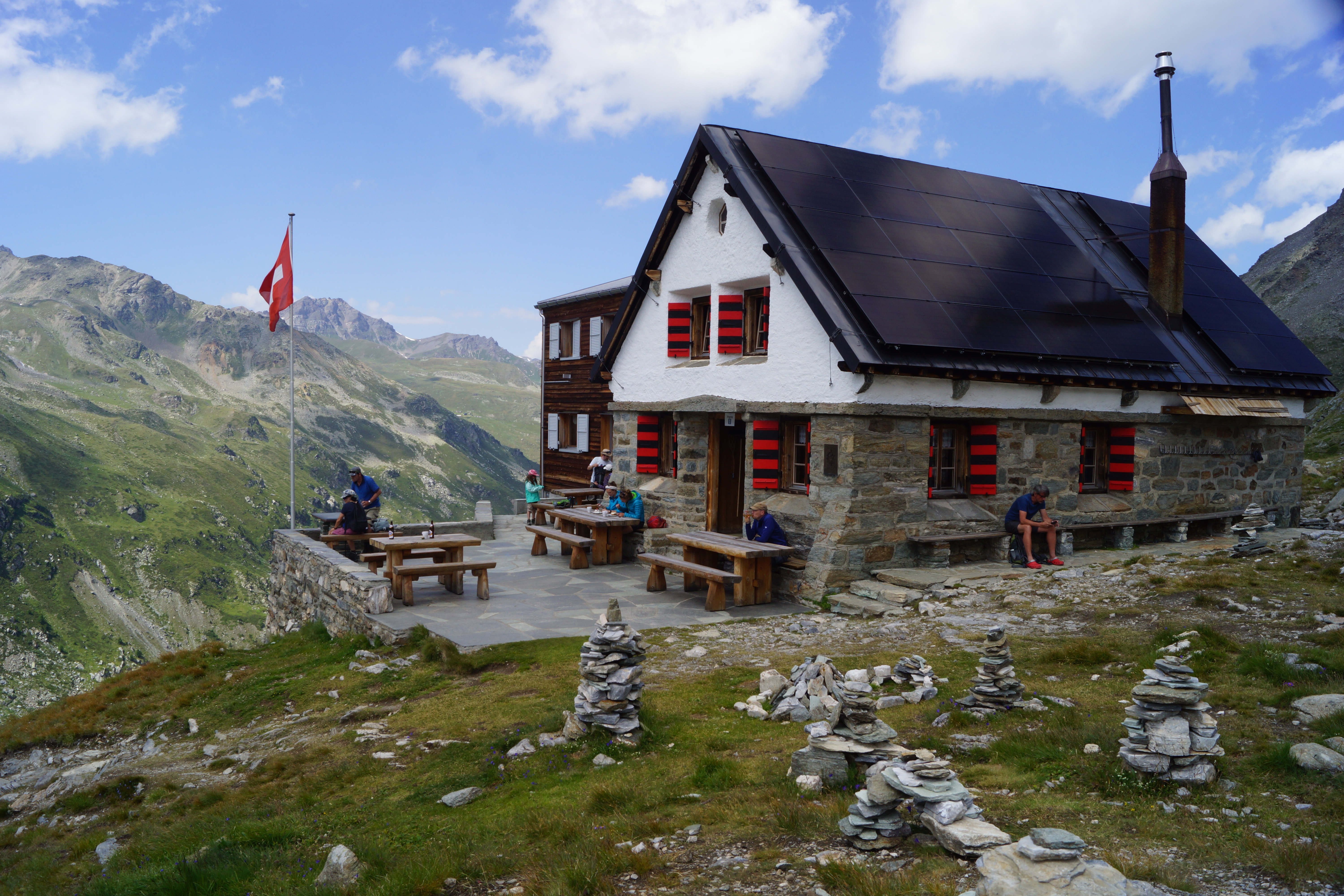
2020년 여름의 산장

투르트만 산장(독일어: Turtmannhütte)은 스위스 발레주의 그루벤/마이덴 위의 해발 2,524m의 투르트만탈에 위치한 스위스 알파인 클럽(SAC)의 프레보투아즈 구간 피난처이다. 프랑스-독일 국경 근처 발레 알프스에 위치해 있다.

## 접근
투르트만에서 오버렘스까지의 케이블카와 오버렘스에서 그루벤까지의 도로가 1958년에 건설되기 전, 투르트만 산장은 1928년에 30실로 문을 열었으며, 모든 SAC 오두막 중에서 가장 외딴 곳이었다. 그들에게 도달하기 위해서는 투르트만에서 약 18km의 거리와 1,900m의 고도 차이를 극복해야 했다. 이에 소요된 시간은 약 9시간 30분이었다.
그 동안 여름에는 오버렘스에서 그루벤의 호텔 슈바르츠호른까지 버스를 탈 수 있으며, 요청 시 젠툼까지 갈 수 있다. 자가용으로 오실 수도 있다(주차장은 유료). 그루벤에서 (경로에 따라 다름) 1~2시간 더 걸리며, 여기에서 오두막까지 3개의 다른 경로를 이용하면 2시간이면 충분하다.

## 투어
산장 위는 고산지대와 빙하 근처에 위치해 있다. 브루네크호른 (해발 3,833m), 비스호른 (해발 4,153m), 레디아블롱(해발 3,609m), 쇨리호른(해발 3,500m) 및 스위스에서 하이킹으로 갈 수 있는 가장 높은 봉우리인 바르호른(해발 3,610m)의 출발점이다. 기타 다양한 수간은 산장 웹사이트에서 찾을 수 있다.

## 횡단
인접한 토팔리 산장은 쇨리요흐와 쇨리 빙하를 가로지르는 흰색-청색-흰색 고산 등산로(T5)를 타고 4~5시간이면 도달할 수 있다.